# Stichorkis bootanensis
Stichorkis bootanensis là một loài thực vật có hoa trong họ Lan. Loài này được (Griff.) Marg., Szlach. & Kulak mô tả khoa học đầu tiên năm 2008.